# Wulfenite
La wulfenite (simbolo IMA: Wul), nota anche come minerale di piombo molibdeno, è un minerale comune nella classe dei minerali dei "solfati (e simili)" con la composizione chimica idealizzata Pb[MoO4], quindi chimicamente è un piombo-molibdato. Il minerale appartiene al gruppo della scheelite.

## Etimologia e storia
La wulfenite fu trovata per la prima volta nel 1785 a Bad Bleiberg, nello stato austriaco della Carinzia, e prese il nome dal suo primo descrittore Franz Xaver von Wulfen (1728-1805), un naturalista austriaco. In occasione del 175° anniversario della sua denominazione, la wulfenite è stata votata "Minerale dell'anno" in Austria nel 2020 e il periodo di validità è stato esteso al 2021 a causa della limitata fattibilità di azioni pubbliche durante la pandemia di COVID-19.

## Classificazione
Nell'ormai obsoleta, ma ancora in uso 8ª edizione della sistematica minerale secondo Strunz, la wulfenite apparteneva alla classe minerale dei "solfati, cromati, molibdati, tungstati" e quindi alla sottoclasse dei "molibdati e tungstati", dove insieme a paraniite-(Y), powellite, scheelite e stolzite con le quali formava il "gruppo della scheelite" con il sistema nº VI/G.01.
La 9ª edizione della sistematica minerale di Strunz, valida dal 2001 e utilizzata dall'Associazione Mineralogica Internazionale (IMA), classifica la wulfenite nella classe estesa "7. Solfati (selenati, tellurati, cromati, molibdati, tungstati)" e lì nella sottoclasse "7.G Molibdati, Tungstati e Niobati". Tuttavia, questa è ulteriormente suddivisa in base alla possibile presenza di anioni aggiuntivi e acqua cristallina, in modo che il minerale possa essere trovato nella suddivisione "7.GA Senza anioni aggiuntivi o H2O" in base alla sua composizione, dove forma il gruppo senza nome 7.GA.05 insieme a fergusonite-(Y), fergusonite-(Ce), fergusonite-(Nd), powellite, scheelite e stolzite.
La classificazione dei minerali secondo Dana dei minerali, utilizzata principalmente nel mondo anglosassone, classifica la wulfenite nella classe di "fosfati, arseniati e vanadati" e lì nella sottoclasse dei "molibdati e tungstati". Qui è elencata insieme a stolzite nella "serie della wulfenite" che porta il suo nome con il sistema nº 48.01.03 nell'ambito della suddivisione "molibdati anidri e tungstati con AXO4".

## Abito cristallino
La wulfenite cristallizza nel sistema tetragonale nel gruppo spaziale I41/a (gruppo nº 88) con i parametri del reticolo a = 5,43 Å e c = 12,11 Å oltre a quattro unità di formula per cella unitaria.

## Proprietà
La wulfenite appartiene alla poco numerosa classe dei molibdati (o tungstati). Chimicamente è costituita da piombo (56,4%), molibdeno (26,2%) e ossigeno (17,4%). Talvolta il calcio può sostituire il piombo.
La wulfenite viene decomposta dagli acidi e forma una soluzione blu con acido solforico ed etanolo. Davanti al tubo di saldatura, la wulfenite crepita e si scioglie facilmente. Insieme al carbone, può essere ridotto in piombo.

## Modificazioni e varietà
L'unica varietà conosciuta finora è la chillagite contenente tungsteno. È stata scoperta per la prima volta nella miniera di rame, piombo e argento "Christmas Gift" vicino a Chillagoe, nello Stato australiano del Queensland, ed è stata descritta per la prima volta come una nuova specie minerale da Albert Thomas Ullman nel 1912. Tuttavia, recenti indagini sono state in grado di dimostrare che la chillagite è un cristallo misto della serie della wulfenite-stolzite (Pb[WO4]) con la corrispondente formula mista Pb[(Mo,W)O4].

## Origine e giacitura
Come tipico minerale secondario, la wulfenite si forma per ossidazione dalla galena. I minerali di accompagnamento sono anglesite, cerussite, vanadinite e altri.
Come formazione minerale comune, la wulfenite può essere trovata in molti siti, con circa 1600 siti noti finora (a partire dal 2013). Oltre alla sua località tipo Bad Bleiberg, il minerale è stato trovato in Austria in molti altri luoghi nelle Alpi della Gail, nelle Alpi Carniche, nelle Alpi della Gurktal, nelle Caravanche presso Mežica e negli Alti Tauri dalla Carinzia nel Salisburghese, vicino ad Annaberg e in altre località della Bassa Austria, vicino a Kaltenegg e Arzberg am Semmering nelle Alpi Fischbach e nel Valle di Obertalbach in Stiria e in varie località del Tirolo.
In Germania, la wulfenite è stata trovata in molti luoghi della Foresta Nera nel Baden-Württemberg, in alcuni luoghi della Bassa Baviera, dell'Alta Baviera e dell'Alto Palatinato, in alcuni siti dell'Odenwald dell'Assia, nelle vicinanze di Düren e Mechernich nell'Eifel e vicino a Velbert e Flandersbach (regione delle Fiandre) nella Renania Settentrionale-Vestfalia; vicino a Dannenfels, Imsbach e Nothweiler in Renania-Palatinato; nei pressi di Neudorf e Straßberg in Sassonia-Anhalt; in molte località dei Monti Metalliferi sassoni e vicino a Neumühle/Elster, Gräfenroda e Weitisberga in Turingia.
Altre località includono Algeria, Argentina, Australia, Belgio, Bolivia, Cile, Cina, Germania, Francia, Gabon, Canada, Repubblica Democratica del Congo, Marocco, Namibia, Norvegia, Repubblica Ceca, Regno Unito e Stati Uniti.

## Utilizzi
In caso di accumulo locale, la wulfenite viene estratta come minerale a causa del suo alto contenuto di piombo e molibdeno. Anche se la wulfenite a volte forma cristalli chiari e molto belli, non è interessante come pietra preziosa per l'industria della gioielleria commerciale a causa della sua bassa durezza. Sfaccettato da esperti tagliatori, può comunque diventare un ricercato oggetto di scambio o di acquisto per i collezionisti.

## Forma in cui si presenta in natura
Nella sua forma pura, la wulfenite è incolore e trasparente o bianca a causa della rifrazione multipla della luce dovuta a difetti di costruzione del reticolo o alla formazione policristallina. Tuttavia, a causa di miscele estranee di calcio, vanadio, arsenico, cromo e/o titanio, può assumere un'ampia gamma di colori, che vanno dal giallo chiaro all'arancione al rosso. Sono noti anche cristalli di colore blu chiaro o scuro, verdastri, bruno-rossastri o neri.
La wulfenite è da trasparente a traslucida e di solito sviluppa cristalli sottili, tabulari o bipiramidali, ma può anche presentarsi in aggregati granulari o grossolani. Le superfici cristalline visibili hanno una lucentezza da grassa ad adamantina.